# Tamaria marmorata
Tamaria marmorata is een zeester uit de familie Ophidiasteridae.
De wetenschappelijke naam van de soort werd in 1844 gepubliceerd door Michelin.